# Hexachaeta amabilis
Hexachaeta amabilis es una especie de insecto del género Hexachaeta de la familia Tephritidae del orden Diptera.

## Taxonomía
Friedrich Hermann Loew la describió científicamente por primera vez en el año 1873. Este subgénero fue nombrado en honor a A. da Costa Lima, en reconocimiento a sus contribuciones al conocimiento taxonómico del género. El nombre combina “Costa” con el sustantivo griego myia, que significa “mosca”.

## Descripción
Seta ocelar extremadamente débil o no diferenciada. Escuto de color rojizo, a veces con marcas negras en el margen posterior; el subescutelo suele presentar marcas negras laterales; escutelo dorsalmente blanquecino y sin setas en el disco; vena Cu1 desnuda dorsalmente en toda su longitud.